# Houji Dao
Houji Dao är en ö i Kina. Den ligger i provinsen Shandong, i den östra delen av landet, omkring 360 kilometer nordost om provinshuvudstaden Jinan. Arean är 0,54 kvadratkilometer. Den sträcker sig 1,3 kilometer i nord-sydlig riktning, och 0,6 kilometer i öst-västlig riktning.